# Smodicum angusticolle
Smodicum angusticolle là một loài bọ cánh cứng trong họ Cerambycidae.